# Proposizione comparativa latina
La proposizione comparativa è la subordinata circostanziale che svolge la funzione del complemento di paragone in relazione alla sua reggente.
In Latino esse si distinguono in due gruppi: le comparative reali e quelle ipotetiche. Le prime hanno il verbo principalmente all'indicativo e possono essere di uguaglianza, di minoranza, di maggioranza e di identità (o differenza). Le ipotetiche indicano un paragone fra la loro reggente, hanno il modo congiuntivo e rappresentano un'azione ipotetica.

## Le comparative reali
Una proposizione comparativa reale mette a confronto due fatti sicuramente veri e per questo motivo, in genere, ha il verbo all'indicativo, mentre un eventuale congiuntivo potrebbe essere usato con alcune espressioni particolari.

### Le comparative di uguaglianza
Le comparative reali di uguaglianza in Latino sono introdotte dalle seguenti particelle correlative:
tam... quam, tantus... quantus, tantum... quantum, tanto... quanto, tamquam... sic, ita... ut, sic... ut, talis... qualis, tot... quot, quemadmodum... eodem modo, eo... quo (con i comparativi di aggettivi e avverbi)
| «Ut bona natura appetimus, sic a malis natura declinamus.» (Cic.)                  |
| «Come per natura ricerchiamo la felicità, così per natura evitiamo le sofferenze.» |

### Le comparative di identità (o differenza)
Le comparative di identità o differenza sono introdotte dalle congiunzioni ac e atque e contengono espressioni come:aequus ac..., uguale a...; alius ac..., diverso da...; contrarius ac..., contrario a...; idem ac... o idem + pronome relativo, il medesimo che...; par ac..., pari a...; similis ac..., simile a...; dissimilis ac..., dissimile da...; aliter ac..., diversamente da...; aeque, pariter, perinde ac..., ugualmente a...; contra ac..., contrariamente a...; similiter ac..., similmente a...; secus ac..., diversamente da...

### Le comparative di maggioranza e minoranza
Nelle proposizioni che reggono le comparative di maggioranza e minoranza è presente un aggettivo o un avverbio al grado comparativo o un verbo che indichi un confronto.
Le proposizioni introdotte da maior quam ut... (troppo grande per...) o maior quam e un pronome relativo hanno sempre il verbo al congiuntivo.
| «Ista res maior est quam ut credi possit» (Sen.)           |
| «Questa faccenda è troppo grande per poter essere creduta» |

Le comparative introdotte da potius quam..., piuttosto che...; magis quam..., più che...; citius quam..., più rapidamente che...; saepius quam..., più spesso che... hanno il verbo all'indicativo quando indicano un fatto che non si avvera, mentre quando mettono a confronto due fatti entrambi possibili, di cui uno è preferibile, richiedono il verbo al congiuntivo.

## Le comparative ipotetiche

### Comparative ipotetiche di forma esplicita
- introdotte da ut, tamquam, quasi (come se); il verbo è al modo congiuntivo e i tempi sono quelli della consecutio temporum.

| «Inter se impii cives, quasi vicissent, congratulabantur.» (Cic.)         |
| «I malvagi cittadini si congratulavano fra loro, come se avessero vinto.» |

- Introdotte da quam si, ut si, tamquam si, perinde ac si (come se);[2] non minus quam si (non meno che se); non secus ac si (non altrimenti che se); presentano il verbo al modo congiuntivo e i tempi tipici del periodo ipotetico di 3º tipo (imperfetto e piuccheperfetto).
- Relative improprie al congiuntivo introdotte da ut o da quasi.

| «Tum quidam, quasi qui omnia sciret, inquit.» (Cic.)    |
| «Allora un tizio, come se sapesse tutto, prese parola.» |

### Comparative ipotetiche di forma implicita
La comparativa ipotetica può presentarsi anche in forma implicita, con un participio o un ablativo assoluto.
es. Tamquam semper victuri vivitis. (Seneca.)         Vivete come se foste destinati a vivere per sempre.